# ジン・ルージ
ジン・ルージ（Jing Lusi、1985年5月16日 - ）は、中国出身のイギリスの女優。

## 経歴
1985年5月16日に中国の上海市の金融街である浦東で生まれ、5歳のときに両親と一緒にイギリスに移住した。父親が大学で修士号を取得するための奨学金を取得して以来、家族はサウサンプトンに定住した。サウサンプトンにいる間はイングランドのハイフィールド教会グラマースクールに入学し、そこで『メイフラワー』の演劇に参加するよう選ばれた。ルージはこのとき、10歳だった。最初の演技経験の後、土曜日の演技クラスに登録した。
最初に出演したドラマは、英国映画テレビ芸術アカデミーを受賞したBBCの医療ドラマ『ホルビー・シティ』であった。2012年にドラマでタラ・ローを演じてから女優としての活動を始めた。それ以降『スタン・リーのラッキーマン』などいくつかのシリーズでジェームズ・ネスビットと共に悪役を務めた。2022年にはギャング・オブ・ロンドンなどの探偵シリーズ映画に出演している。
また、声優としても活動しており、『ボブとはたらくブーブーズ』などの作品にも出演している。

## 出演

### 映画
- Breathe（2009年）
- 帝国の戦争（2011年）
- アレキサンダー・ソード 幻の勇者（英語版）（2011年）
- テーズ:スピード（英語版）（2012年）
- リピーテッド（2014年）
- サバイバー（2015年）
- クレイジー・リッチ!（2018年）
- SAS: 反逆のブラックスワン（2021年）
- ハート・オブ・ストーン（2023年）
- ARGYLLE/アーガイル（2024年）

### テレビ
- ボブとはたらくブーブーズ（2016年 - 2018年）※声の出演
- スタン・リーのラッキーマン（2016年）
- ロマノフ家の末裔 〜それぞれの人生〜（2018年）
- PENNYWORTH/ペニーワース（英語版）（2022年）